# Cousin (rzeka)
Cousin – rzeka we Francji o długości 67 kilometrów, prawy dopływ Cure. Źródło rzeki znajduje się w pobliżu miasta Avallon w Burgundii. Cousin przepływa przez departamenty Côte-d’Or, Nièvre i Yonne.
Łączna powierzchnia dorzecza wynosi 366 km².

## Miasta, przez które przepływa rzeka
- Avallon
- Givry

Rzeka wpada do Cure w pobliżu miasta Givry. Średni roczny przepływ wynosi 3,92 m³/s.

## Dopływy
- Chailloux
- Marrault
- Romanée